# ラ・マシン

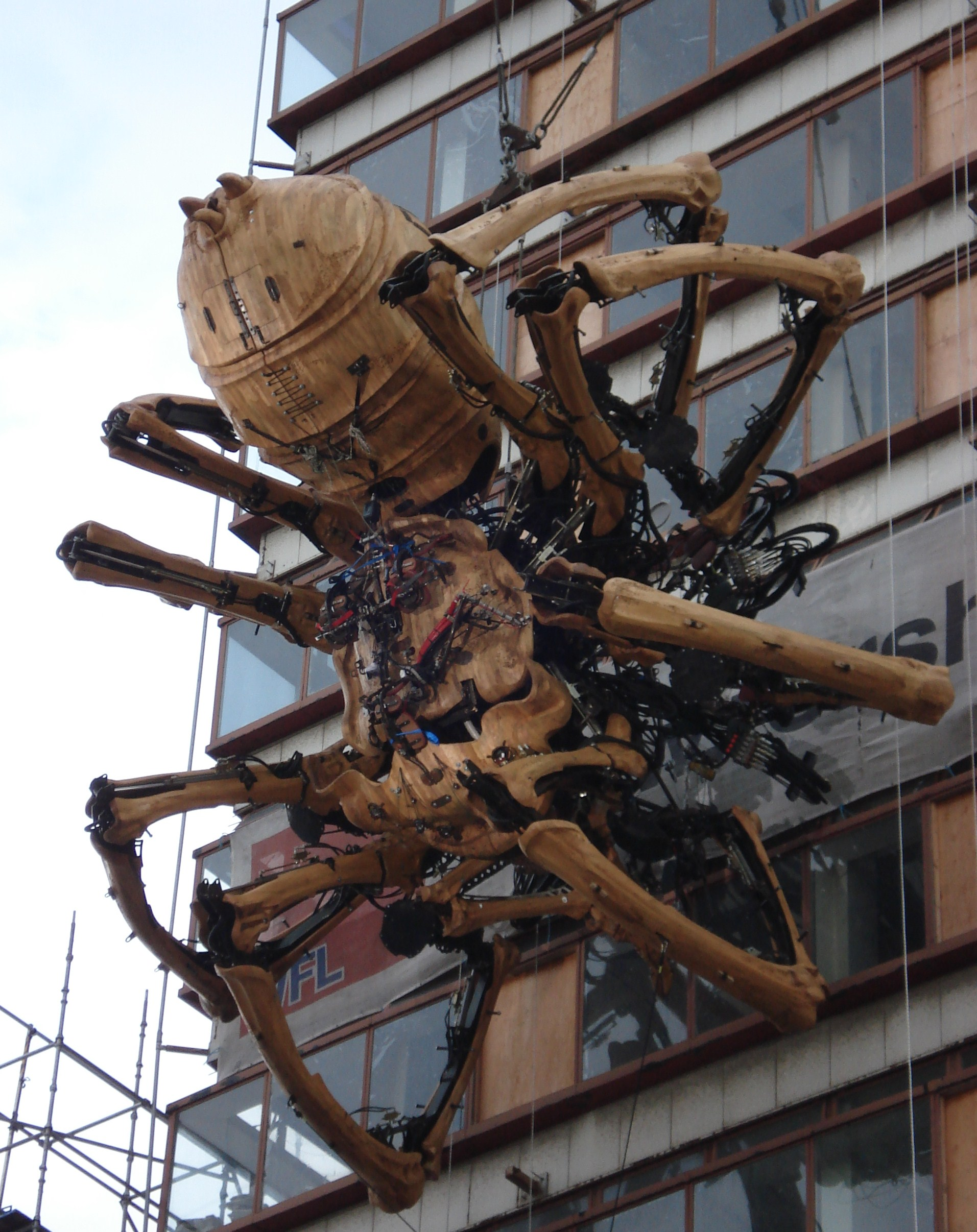
ラ・マシンの代表作であるクモ型機械、ラ・プランセス (La Princesse)。全長約15 m。

ラ・マシン (La Machine) は、機械を作って他の劇団などに提供したり、機械を作ると同時に動かすパフォーマンスをするフランスの団体。ナント市に拠点を置く。

## 概要
ラ・マシンは、フランソワ・ドゥラロジエール（Francois Delaroziere、1963-）が、1999年に、劇団ロワイヤル・ド・リュクスや他の劇団、ショーのマシンを作っていた技術者や彫刻家、建築家、クリエーターと共に立ち上げた団体である。それ以来、2006年までは、ロワイヤル・ド・リュクスのほとんどのプロジェクトに参加し、同時に他の組織やフェスティバルとの仕事も行っていた。
設立時は主にロワイヤル・ド・リュクスのための巨大人形を創作していたが、2008年の ‘Les Mecaniques Savantes (La Princess)’ からは、独自で人形を動かすパフォーマンスを行なっている。

## 沿革

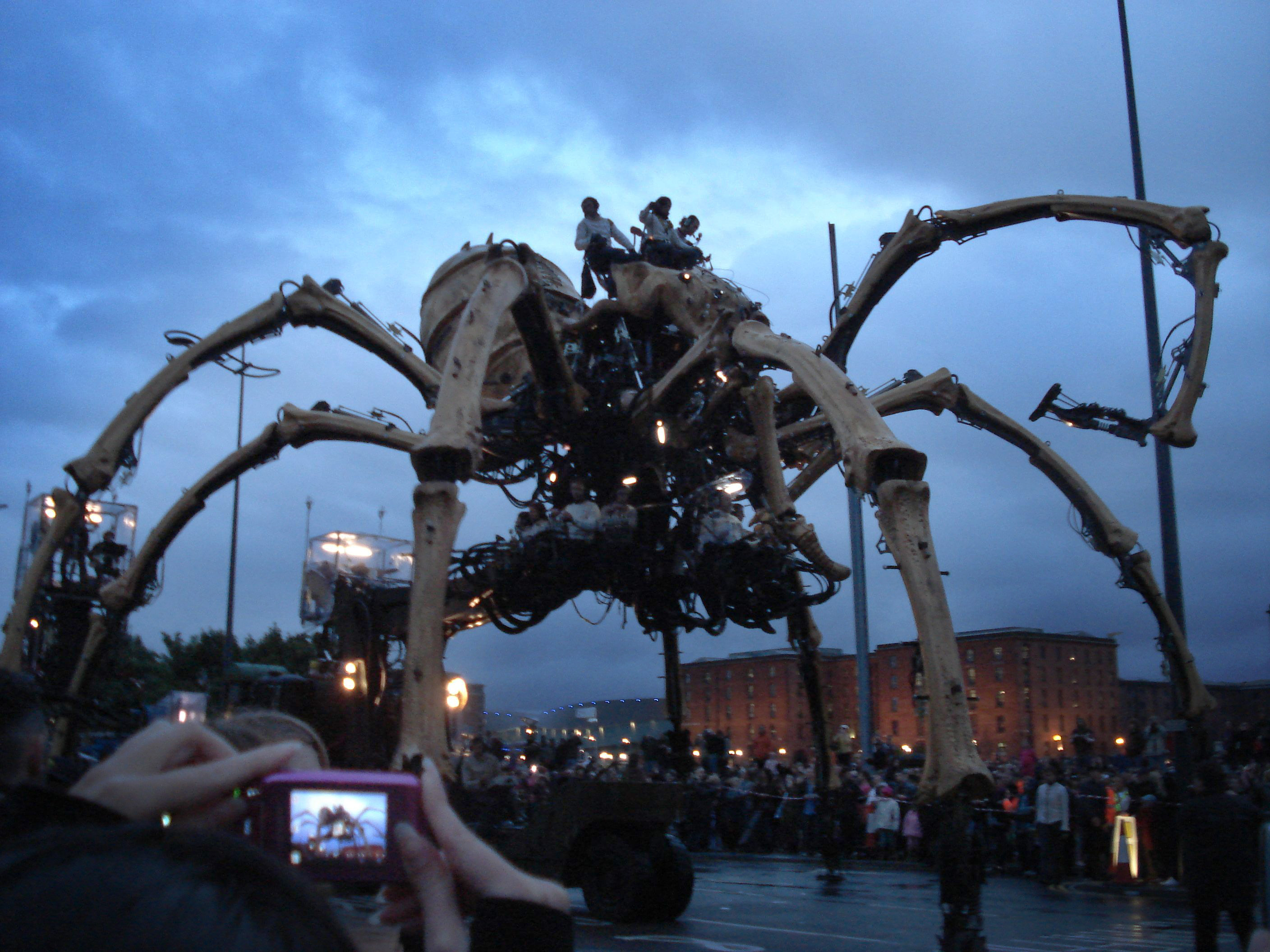
リバプールを練り歩く「ラ・プランセス」

- 1991 - 2006
フランソワ・ドゥラロジエールと他の技術者達が、ロワイヤル・ド・リュクスに、巨人、キリン、象、少女などの巨大人形を創作。（巨人と巨人の子供を作った時にはまだ組織として「ラ・マシン」は存在していなかったが、象や少女を作った時には存在していた。）
- 1999
非営利団体として、「ラ・マシン」を法人化。
- 2003
機械ライブ・パフォーマンス ‘La Symphonie Mecanique’ を発表。
- 2003
フランス・ナント島の「マシン・ド・リル」プロジェクトに参加。（このプロジェクトは2007年に実現される）。
- 2007
フランス・ナント島の「マシン・ド・リル」プロジェクトで一般の人が一緒に乗ることができる巨大な機械の象を発表。

- 2008
初めて独自で動かすパフォーマンス、‘Les Mecaniques Savantes’ をイギリス・リバプールにて発表。
- 2009
‘Les Mecaniques Savantes’ を日本・横浜にて開催される「開国博Y150」において発表。4月18日に開催されたプレイベントで横浜に現れ、横浜赤レンガ倉庫付近でパフォーマンスを行う。開催期間中はベイサイド会場で連日パフォーマンスを行う。
- 2009
5月30日から6月1日まで、パリで機械ライブ・パフォーマンス ‘La Symphonie Mecanique’ を開催。